# Pfalz E.I
Pfalz E.I byl německý jednomístný jednoplošný stíhací letoun z období první světové války.

## Vznik
Typ Pfalz E.I vznikl na základě zakoupené licence na výrobu francouzského stroje Morane-Saulnier H ještě před začátkem války. Když 16. května 1915 pozval Idflieg zástupce leteckých výrobců k ukázce synchronizačního zařízení umožňujícího střelbu okruhem vrtule, rozhodli se bratři Eversbuschové upravit pro tento mechanizmus typ Morane-Saulnier H. Do jeho licenčního draku byl zabudován hvězdicový rotační sedmiválec Oberursel U.0 o výkonu 59 kW, výzbroj tvořil synchronizovaný kulomet Maxim LMG 08 ráže 7,92 mm. Letové testy konané v létě 1915 skončily úspěšně.

## Výroba a nasazení
Dne 28. září 1915 objednal u továrny Pfalz Inspektorát německého letectva sérii 25 kusů E.I, další dvacetikusovou pak v listopadu.
První dva exempláře Pfalzu E.I byly na západní frontu dodány před koncem října 1915, k 31. prosinci již na obou frontách sloužilo 14 strojů. Koncem února 1916 u Luftstreitkräfte operovalo 26 Pfalzů E.I, největší počet 27 kusů pak 30. dubna. Netvořily kompletní výzbroj žádného stíhacího útvaru, ale byly po dvou či třech letounech přidělovány polním leteckým oddílům jako stíhací ochrana dvoumístných pozorovacích strojů (např. Feld-Flieger Abteilung č. 7, 19, 21 a 71). Se stíhacím Pfalzem E.I létalo také pozdější letecké eso poručík Otto Kissenberth.
K 30. červnu 1916 sloužilo u frontových jednotek celkem 13 E.I, koncem srpna 11, k 31. říjnu jen tři a na konci prosince jeden.

## Specifikace (E.I)

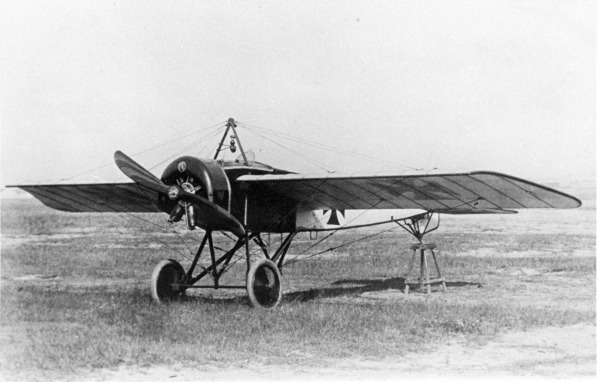
Pfalz E.I

Údaje podle:

### Technické údaje
- Posádka: 1
- Rozpětí: 9,26 m
- Délka: 6,30 m
- Výška: 2,55 m
- Nosná plocha: 14,00 m²
- Hmotnost prázdného letounu: 345 kg
- Vzletová hmotnost: 535 kg
- Pohonná jednotka: 1 × rotační sedmiválec Oberursel U.0
- Výkon pohonné jednotky: 80 hp (60 kW)[1]

### Výkony
- Max. rychlost u země: 145 km/h
- Výstup do 2000 m: 9 min
- Výstup do 3000 m: 23 min

### Výzbroj
- 1 × kulomet Maxim LMG 08 ráže 7,92 mm